# Paulo Pereira
Paulo Pereira (født i 1966 i Amarante, Portugal) er en portugisisk håndboldtræner. Han har siden 2019, været træner for Portugals herrehåndboldlandshold. Han var tidligere landstræner for selvsamme landshold fra 2016 til 2018. 
Han har tidligere trænet angolanske C.D. Primeiro de Agosto fra 2010 til 2012, CSM București og Tunesiens kvindehåndboldlandshold.